# Camarophyllus patinicolor
Camarophyllus patinicolor är en svampart som beskrevs av E. Horak 1973. Camarophyllus patinicolor ingår i släktet Camarophyllus och familjen Hygrophoraceae.   Inga underarter finns listade i Catalogue of Life.